# Ằ
Ằ (minuscule : ằ), appelé A bref accent grave, est une lettre latine utilisée dans l’écriture du vietnamien.
Il s’agit de la lettre A diacritée d’une brève et d’un accent grave.

## Utilisation
En vietnamien, le A bref ‹ Ă, ă › représente la voyelle /a/ courte ou /ɐ/ et l’accent grave indique un ton bas trainant.

## Représentations informatiques
Le A bref accent grave peut être représenté avec les caractères Unicode suivants : 
- précomposé (latin étendu additionnel)[1] :

| formes    | représentations | chaînes de caractères | points de code | descriptions                                    |
| --------- | --------------- | --------------------- | -------------- | ----------------------------------------------- |
| capitale  | Ằ               | Ằ                     | U+1EB0         | lettre majuscule latine a brève et accent grave |
| minuscule | ằ               | ằ                     | U+1EB1         | lettre minuscule latine a brève et accent grave |

- décomposé et normalisé NFD (latin de base, diacritiques) :

| formes    | représentations | chaînes de caractères | points de code       | descriptions                                                         |
| --------- | --------------- | --------------------- | -------------------- | -------------------------------------------------------------------- |
| capitale  | Ằ               | A◌̆◌̀                   | U+0041 U+0306 U+0300 | lettre majuscule latine a diacritique brève diacritique accent grave |
| minuscule | ằ               | a◌̆◌̀                   | U+0061 U+0306 U+0300 | lettre minuscule latine a diacritique brève diacritique accent grave |

Il peut aussi être représenté dans des anciens codages
- VISCII :
  - capitale Ằ : 82
  - minuscule ằ : A2